# Palhais e Coina
Palhais e Coina (oficialmente: União das Freguesias de Palhais e Coina) é uma freguesia portuguesa do município do Barreiro, com 13,78 km² de área e 3642 habitantes (censo de 2021). A sua densidade populacional é 264,3 hab./km².

## História
Foi constituída em 2013, no âmbito de uma reforma administrativa nacional, pela agregação das antigas freguesias de Palhais e Coina e tem a sede em Palhais.

## Demografia
A população registada nos censos foi:
| Distribuição da População por Grupos Etários | Distribuição da População por Grupos Etários | Distribuição da População por Grupos Etários | Distribuição da População por Grupos Etários | Distribuição da População por Grupos Etários | Distribuição da População por Grupos Etários |
| -------------------------------------------- | -------------------------------------------- | -------------------------------------------- | -------------------------------------------- | -------------------------------------------- | -------------------------------------------- |
| Antes da agregação                           |                                              |                                              |                                              |                                              |                                              |
| Ano                                          | 0-14 anos                                    | 15-24 anos                                   | 25-64 anos                                   | >= 65 anos                                   | Total                                        |
| 2001                                         | 388                                          | 376                                          | 1599                                         | 437                                          | 2800                                         |
| 2011                                         | 579                                          | 341                                          | 2027                                         | 644                                          | 3591                                         |
| Após a agregação                             |                                              |                                              |                                              |                                              |                                              |
| Ano                                          | 0-14 anos                                    | 15-24 anos                                   | 25-64 anos                                   | >= 65 anos                                   | Total                                        |
| 2021                                         | 610                                          | 363                                          | 1927                                         | 742                                          | 3642                                         |